# Calliandra
Calliandra, rod drveća i grmova iz porodice Fabaceae, smješten u tribus Ingeae, dio potporodice Caesalpinioideae. Postoji 149 priznatih vrsta iz tropske i suptropske Amerike koje su rasprostranjene od južnih dijelova SAD-a na jug preko Srednje Amerike do Čilea i Argentine.

## Vrste
1. Calliandra aeschynomenoides Benth.
2. Calliandra angustifolia Spruce ex Benth.
3. Calliandra antioquiae Barneby
4. Calliandra asplenioides (Nees) Benth.
5. Calliandra bahiana Renvoize
6. Calliandra belizensis (Britton & Rose) Standl.
7. Calliandra bella (Mart. ex Spreng.) Benth.
8. Calliandra biflora Tharp
9. Calliandra bifoliolata H.M.Hern. & Ortíz-Rodr.
10. Calliandra bijuga Rose
11. Calliandra blanchetii Benth.
12. Calliandra bombycina Spruce ex Benth.
13. Calliandra brenesii Standl.
14. Calliandra brevicaulis Micheli
15. Calliandra bromelioides E.R.Souza & L.P.Queiroz
16. Calliandra caeciliae Harms
17. Calliandra californica Benth.
18. Calliandra calycina Benth.
19. Calliandra carcerea Standl. & Steyerm.
20. Calliandra carrascana Barneby
21. Calliandra chilensis Benth.
22. Calliandra chulumania Barneby
23. Calliandra coccinea Renvoize
24. Calliandra colimae Barneby
25. Calliandra comosa (Sw.) Benth.
26. Calliandra concinna Barneby
27. Calliandra conferta Benth.
28. Calliandra coriacea (Humb. & Bonpl. ex Willd.) Benth.
29. Calliandra crassipes Benth.
30. Calliandra cruegeri Griseb.
31. Calliandra cualensis H.M.Hern.
32. Calliandra × cumbucana Renvoize
33. Calliandra debilis Renvoize
34. Calliandra depauperata Benth.
35. Calliandra dolichopoda H.M.Hern.
36. Calliandra duckei Barneby
37. Calliandra dysantha Benth.
38. Calliandra elegans Renvoize
39. Calliandra enervis (Britton) Urb.
40. Calliandra eriophylla Benth.
41. Calliandra erubescens Renvoize
42. Calliandra erythrocephala H.M.Hern. & M.Sousa
43. Calliandra estebanensis H.M.Hern.
44. Calliandra falcata Benth.
45. Calliandra fasciculata Benth.
46. Calliandra feioana Renvoize
47. Calliandra fernandesii Barneby
48. Calliandra foliolosa Benth.
49. Calliandra fuscipila Harms
50. Calliandra ganevii Barneby
51. Calliandra gardneri Benth.
52. Calliandra geraisensis E.R.Souza & L.P.Queiroz
53. Calliandra germana Barneby
54. Calliandra glaziovii Taub.
55. Calliandra glomerulata H.Karst.
56. Calliandra glyphoxylon Spruce ex Benth.
57. Calliandra goldmanii Rose ex Barneby
58. Calliandra grandifolia P.H.Allen
59. Calliandra guildingii Benth.
60. Calliandra haematocephala Hassk.
61. Calliandra haematomma (Bertero ex DC.) Benth.
62. Calliandra harrisii (Lindl.) Benth.
63. Calliandra hintonii Barneby
64. Calliandra hirsuta (G.Don) Benth.
65. Calliandra hirsuticaulis Harms
66. Calliandra hirtiflora Benth.
67. Calliandra houstoniana (Mill.) Standl.
68. Calliandra humilis Benth.
69. Calliandra hygrophila Mackinder & G.P.Lewis
70. Calliandra hymenaeoides (Rich.) Benth.
71. Calliandra iligna Barneby
72. Calliandra imbricata E.R.Souza & L.P.Queiroz
73. Calliandra imperialis Barneby
74. Calliandra involuta Mackinder & G.P.Lewis
75. Calliandra iselyi B.L.Turner
76. Calliandra jariensis Barneby
77. Calliandra juzepczukii Standl.
78. Calliandra laevis Rose
79. Calliandra lanata Benth.
80. Calliandra laxa (Willd.) Benth.
81. Calliandra leptopoda Benth.
82. Calliandra lewisii E.R.Souza & L.P.Queiroz
83. Calliandra linearis Benth.
84. Calliandra lintea Barneby
85. Calliandra longipedicellata (McVaugh) Macqueen & H.M.Hern.
86. Calliandra longipes Benth.
87. Calliandra longipinna Benth.
88. Calliandra luetzelburgii Harms
89. Calliandra macqueenii Barneby
90. Calliandra macrocalyx Harms
91. Calliandra magdalenae (Bertero ex DC.) Benth.
92. Calliandra mayana H.M.Hern.
93. Calliandra medellinensis Britton & Rose ex Britton & Killip
94. Calliandra molinae Standl.
95. Calliandra mollissima (Humb. & Bonpl. ex Willd.) Benth.
96. Calliandra mucugeana Renvoize
97. Calliandra nebulosa Barneby
98. Calliandra oroboensis E.R.Souza & L.P.Queiroz
99. Calliandra paganuccii E.R.Souza
100. Calliandra pakaraimensis R.S.Cowan
101. Calliandra palmeri S.Watson
102. Calliandra paniculata C.D.Adams
103. Calliandra parviflora Benth.
104. Calliandra parvifolia (Hook. & Arn.) Speg.
105. Calliandra paterna Barneby
106. Calliandra pauciflora (A.Rich.) Griseb.
107. Calliandra pedicellata Benth.
108. Calliandra peninsularis Rose
109. Calliandra physocalyx H.M.Hern. & M.Sousa
110. Calliandra pilgeriana Harms
111. Calliandra pilocarpa A.E.Estrada, Rebman & Villarreal
112. Calliandra pittieri Standl.
113. Calliandra pityophila Barneby
114. Calliandra purdiei Benth.
115. Calliandra purpurea (L.) Benth.
116. Calliandra quetzal (Donn.Sm.) Donn.Sm.
117. Calliandra renvoizeana Barneby
118. Calliandra rhodocephala Donn.Sm.
119. Calliandra ricoana H.M.Hern. & R.Duno
120. Calliandra rigida Benth.
121. Calliandra riparia Pittier
122. Calliandra rubescens (M.Martens & Galeotti) Standl.
123. Calliandra samik Barneby
124. Calliandra santosiana Glaz. ex Barneby
125. Calliandra seleri Harms
126. Calliandra selloi (Spreng.) J.F.Macbr.
127. Calliandra semisepulta Barneby
128. Calliandra sesquipedalis McVaugh
129. Calliandra sessilis Benth.
130. Calliandra silvicola Taub.
131. Calliandra sincorana Harms
132. Calliandra spinosa Ducke
133. Calliandra squarrosa Benth.
134. Calliandra staminea (Thunb.) Barneby
135. Calliandra stelligera Barneby
136. Calliandra subspicata Benth.
137. Calliandra surinamensis Benth.
138. Calliandra taxifolia (Kunth) Benth.
139. Calliandra tehuantepecensis (L.Rico & M.Sousa) E.R.Souza & L.P.Queiroz
140. Calliandra tergemina (L.) Benth.
141. Calliandra tolimensis Taub. ex Hieron.
142. Calliandra trinervia Benth.
143. Calliandra tsugoides R.S.Cowan
144. Calliandra tumbeziana J.F.Macbr.
145. Calliandra tweediei Benth.
146. Calliandra ulei Harms
147. Calliandra umbellifera Benth.
148. Calliandra vaupesiana R.S.Cowan
149. Calliandra virgata Benth.
150. Calliandra viscidula Benth.

## Sinonimi
- Anneslia Salisb.
- Clelia Casar.
- Codonandra H.Karst.
- Guinetia L.Rico & M.Sousa